# 1. Tennis-Bundesliga (Herren 30) 2022
Die 1. Tennis-Bundesliga der Herren 30 wurde 2022 zum 18. Mal ausgetragen. In den beiden Staffeln Nord und Süd spielten jeweils sieben Mannschaften, von denen die jeweils erstplatzierte ins Finale um die deutsche Meisterschaft einzog und die Mannschaften auf den jeweiligen Plätzen 6 und 7 abstiegen.
Die Spiele der Gruppenphase werden an insgesamt sieben Spieltagen von Mai bis Juli 2023 ausgetragen. Das Finale findet am 16. Juli 2023 auf der Anlage des Buschhausener TC als Sieger der Nordstaffel statt, das die Gäste des TC Pfarrkirchen als Vertreter der Südstaffel knapp mit 5:4 gewinnen konnten.
Die Mannschaften des Uhlenhorster HC und des TTK Sachsenwald im Norden sowie von Eintracht Frankfurt und des TC BW Villingen im Süden stiegen in die jeweilige Regionalliga ab.

## Spieltage und Mannschaften
Die Spiele wurden jeweils Samstag um 13:00 Uhr ausgetragen.
| 1. Spieltag: Sa. 21. Mai 2022, 13:00 Uhr  |
| 2. Spieltag: Sa. 28. Mai 2022, 13:00 Uhr  |
| 3. Spieltag: Sa. 4. Juni 2022, 13:00 Uhr  |
| 4. Spieltag: Sa. 11. Juni 2022, 13:00 Uhr |
| 5. Spieltag: Sa. 25. Juni 2022, 13:00 Uhr |
| 6. Spieltag: Sa. 2. Juli 2022, 13:00 Uhr  |
| 7. Spieltag: Sa. 9. Juli 2022, 13:00 Uhr  |

Im Süden gab es drei Aufsteiger, da der ST Lohfelden seine Mannschaft vor der Saison zurückzog.
| Mannschaften Nord         |
| ------------------------- |
| Buschhausener TC (M)      |
| TC Union Münster (A)      |
| TV Espelkamp-Mittwald     |
| Dorstener TC              |
| SV Reinickendorf 1896 (A) |
| Uhlenhorster HC           |
| TTK Sachsenwald           |

| Mannschaften Süd               |
| ------------------------------ |
| TC Pfarrkirchen (A)            |
| TC Bad Homburg                 |
| TC Großhesselohe               |
| BASF TC Ludwigshafen           |
| MTTC Iphitos München           |
| TC Blau-Weiss Villingen (A)    |
| Eintracht Frankfurt Tennis (A) |

## Finalrunde
Das Finale um die deutsche Meisterschaft wurde am 16. Juli 2023 zwischen den Siegern der Nord- und Südstaffel auf der Anlage des Buschhausener TC ausgetragen.
Der TC Pfarrkirchen gewann denkbar knapp mit 5:4 – der entscheidende Punkt konnte dabei erst mit einem 13:11 im Match-Tie-Break des letzten gespielten Doppels errungen werden: Marcos Baghdatis und Steve Darcis setzten sich gegen Franko Škugor und Boy Westerhof durch.
| Heim             | Auswärts        | Matches | Sätze | Spiele |
| ---------------- | --------------- | ------- | ----- | ------ |
| Buschhausener TC | TC Pfarrkirchen | 4:5     | 10:12 | 85:87  |

## 1. Tennis-Bundesliga (Herren 30) Nord

### Abschlusstabelle
|     | Mannschaft                | Begegnungen | Punkte | Matches | Sätze | Spiele  |
| --- | ------------------------- | ----------- | ------ | ------- | ----- | ------- |
| 01. | Buschhausener TC (M)      | 6           | 12:0   | 43:11   | 89:32 | 581:372 |
| 02. | TC Union Münster (A)      | 6           | 8:4    | 37:17   | 83:40 | 556:355 |
| 03. | TV Espelkamp-Mittwald     | 6           | 8:4    | 29:25   | 66:56 | 509:454 |
| 04. | Dorstener TC              | 6           | 4:8    | 22:32   | 50:71 | 452:526 |
| 05. | SV Reinickendorf 1896 (A) | 6           | 4:8    | 20:34   | 47:71 | 416:529 |
| 06. | Uhlenhorster HC           | 6           | 4:8    | 19:35   | 43:74 | 413:540 |
| 07. | TTK Sachsenwald           | 6           | 2:10   | 19:35   | 43:77 | 386:537 |

(M) – amtierender Deutscher Meister der Herren 30

(A) – Aufsteiger aus der Tennis-Regionalliga

### Mannschaftskader
| Pos. | Name               |
| ---- | ------------------ |
| 1    | Viktor Troicki     |
| 2    | Franko Škugor      |
| 3    | Antonio Veić       |
| 4    | Antonio Šančić     |
| 5    | Boy Westerhof      |
| 6    | Stefan Wauters     |
| 7    | Ivan Bjelica       |
| 8    | Maxime Braeckman   |
| 9    | Thimo Van der Lecq |
| 10   | Laurent Montoisy   |
| 11   | Daniel Fioravanti  |
| 12   | Björn Vermöhlen    |
| 13   | Thorben Hielscher  |
| 14   | Alexander Glowacz  |

| Pos. | Name              |
| ---- | ----------------- |
| 1    | Fernando Verdasco |
| 2    | Dudi Sela         |
| 3    | Igor Sijsling     |
| 4    | Nicolas Mahut     |
| 5    | José Hernández    |
| 6    | Luca Vanni        |
| 7    | Petr Michnev      |
| 8    | Alexander Lazov   |
| 9    | Adrian Ungur      |
| 10   | Michał Przysiężny |
| 11   | Valentin Dimov    |
| 12   | Lars Hartmann     |
| 13   | Viktor Maksimcuk  |
| 14   | Bastian Kötter    |

| Pos. | Name                  |
| ---- | --------------------- |
| 1    | Josselin Ouanna       |
| 2    | Enrico Burzi          |
| 3    | Grégoire Burquier     |
| 4    | Éric Prodon           |
| 5    | Jesse Timmermans      |
| 6    | Florian Lemke         |
| 7    | Jens Janssen          |
| 8    | Andreas Thivessen     |
| 9    | Gunnar Hildebrand     |
| 10   | Christopher Tschamler |
| 11   | Jan-Henrik Langhorst  |
| 12   | Mirko Sasse           |
| 13   |                       |
| 14   |                       |

| Pos. | Name                     |
| ---- | ------------------------ |
| 1    | Stefano Galvani          |
| 2    | Daniele Giorgini         |
| 3    | Sami Reinwein            |
| 4    | Michel Meijer            |
| 5    | Jake Mak                 |
| 6    | Tim van Terheijden       |
| 7    | Florian Stephan          |
| 8    | Ralf Wilmink             |
| 9    | Nikolaj Ptasinski        |
| 10   | Stephan Weber            |
| 11   | Bastian Beck             |
| 12   | Marcel Schröder          |
| 13   | Christian Eusterfeldhaus |
| 14   | Bernhard Breloer         |

| Pos. | Name                |
| ---- | ------------------- |
| 1    | Marin Bradaric      |
| 2    | Dacian Craciun      |
| 3    | Timo Fleischfresser |
| 4    | Oliver Michaelis    |
| 5    | Kristofer Stahlberg |
| 6    | Fredrik Lovén       |
| 7    | Pilt Arnold         |
| 8    | Tim Bauer           |
| 9    | Daniel Gerlach      |
| 10   | Fabian Schick       |
| 11   | Burkhard Buck       |
| 12   | Alexander Huber     |
| 13   | Richard Lieberenz   |
| 14   | Florian Zschiedrich |

| Pos. | Name               |
| ---- | ------------------ |
| 1    | Peter Goldsteiner  |
| 2    | Nicklas Timfjord   |
| 3    | Jan Greve          |
| 4    | Simeon Ivanov      |
| 5    | René Nicklisch     |
| 6    | Carlos Poch Gradin |
| 7    | Florian Rathmann   |
| 8    | Tim Richter        |
| 9    | Sebastian Schlüter |
| 10   | Lars Kirschner     |
| 11   | Tim Helge Sutor    |
| 12   | Konstantin Krüger  |
| 13   | Sebastian Grantz   |
| 14   | Lukas Weiland      |

| Pos. | Name                   |
| ---- | ---------------------- |
| 1    | Alexander Breitkopf    |
| 2    | Lennert van der Linden |
| 3    | Gregor Repina          |
| 4    | Jeroen Benard          |
| 5    | Sebastian Fitz         |
| 6    | Philipp Schulz         |
| 7    | Ulrich Tippenhauer     |
| 8    | Lucas Leppin           |
| 9    | Phillip Lang           |
| 10   | Alexander Jonscher     |
| 11   | Tobias Schürings       |
| 12   | Carsten Bellingrodt    |
| 13   | Philip Michaelis       |
| 14   | Davor Jovanovic        |

### Ergebnisse
|                          | Heimmannschaft          | Gastmannschaft          | Matches | Sätze | Spiele |
| ------------------------ | ----------------------- | ----------------------- | ------- | ----- | ------ |
| Sa., 21. Mai 2022 13:00  | Buschhausener TC 1      | Uhlenhorster HC Hamburg | 06:03   | 12:07 | 90:64  |
| Sa., 21. Mai 2022 13:00  | TV Espelkamp-Mittwald 1 | TC Union Münster 1      | 05:04   | 11:12 | 72:96  |
| Sa., 21. Mai 2022 13:00  | TTK Sachsenwald         | SV Reinickendorf 1896   | 05:04   | 11:10 | 79:78  |
| Sa., 28. Mai 2022 13:00  | Uhlenhorster HC Hamburg | SV Reinickendorf 1896   | 02:07   | 05:15 | 60:97  |
| Sa., 28. Mai 2022 13:00  | Dorstener TC 1          | Buschhausener TC 1      | 01:08   | 03:16 | 58:100 |
| Sa., 28. Mai 2022 13:00  | TC Union Münster 1      | TTK Sachsenwald         | 07:02   | 15:04 | 92:43  |
| Sa., 4. Juni 2022 13:00  | SV Reinickendorf 1896   | TC Union Münster 1      | 00:09   | 02:18 | 36:104 |
| Sa., 4. Juni 2022 13:00  | Buschhausener TC 1      | TV Espelkamp-Mittwald 1 | 08:01   | 16:05 | 99:59  |
| Sa., 4. Juni 2022 13:00  | Dorstener TC 1          | TTK Sachsenwald         | 05:04   | 11:09 | 77:69  |
| Sa., 11. Juni 2022 13:00 | TC Union Münster 1      | Dorstener TC 1          | 09:00   | 18:01 | 107:49 |
| Sa., 11. Juni 2022 13:00 | TTK Sachsenwald         | Uhlenhorster HC Hamburg | 03:06   | 08:13 | 77:95  |
| Sa., 11. Juni 2022 13:00 | TV Espelkamp-Mittwald 1 | SV Reinickendorf 1896   | 08:01   | 16:02 | 106:38 |
| Sa., 25. Juni 2022 13:00 | Dorstener TC 1          | Uhlenhorster HC Hamburg | 09:00   | 18:02 | 104:56 |
| Sa., 25. Juni 2022 13:00 | TC Union Münster 1      | Buschhausener TC 1      | 02:07   | 08:16 | 67:95  |
| Sa., 25. Juni 2022 13:00 | TTK Sachsenwald         | TV Espelkamp-Mittwald 1 | 03:06   | 06:13 | 60:97  |
| Sa., 2. Juli 2022 13:00  | TV Espelkamp-Mittwald 1 | Dorstener TC 1          | 05:04   | 12:10 | 93:83  |
| Sa., 2. Juli 2022 13:00  | Uhlenhorster HC Hamburg | TC Union Münster 1      | 03:06   | 06:12 | 60:90  |
| Sa., 2. Juli 2022 13:00  | SV Reinickendorf 1896   | Buschhausener TC 1      | 02:07   | 04:14 | 66:99  |
| Sa., 9. Juli 2022 13:00  | SV Reinickendorf 1896   | Dorstener TC 1          | 06:03   | 14:07 | 101:81 |
| Sa., 9. Juli 2022 13:00  | Uhlenhorster HC Hamburg | TV Espelkamp-Mittwald 1 | 05:04   | 10:09 | 78:82  |
| Sa., 9. Juli 2022 13:00  | Buschhausener TC 1      | TTK Sachsenwald         | 07:02   | 15:05 | 98:58  |

## 1. Tennis-Bundesliga (Herren 30) Süd

### Abschlusstabelle
|     | Mannschaft                     | Begegnungen | Punkte | Matches | Sätze | Spiele  |
| --- | ------------------------------ | ----------- | ------ | ------- | ----- | ------- |
| 01. | TC Pfarrkirchen (A)            | 6           | 12:0   | 48:6    | 96:13 | 614:233 |
| 02. | TC Bad Homburg                 | 6           | 10:2   | 35:19   | 73:43 | 496:385 |
| 03. | TC Großhesselohe               | 6           | 6:6    | 30:24   | 65:54 | 477:446 |
| 04. | BASF TC Ludwigshafen           | 6           | 6:6    | 26:28   | 57:63 | 455:532 |
| 05. | MTTC Iphitos München           | 6           | 4:8    | 18:36   | 40:76 | 364:516 |
| 06. | TC Blau-Weiss Villingen (A)    | 6           | 2:10   | 20:34   | 46:70 | 393:484 |
| 07. | Eintracht Frankfurt Tennis (A) | 6           | 2:10   | 12:42   | 27:85 | 364:567 |

(M) – amtierender Deutscher Meister der Herren 30

(A) – Aufsteiger aus der Tennis-Regionalliga

### Mannschaftskader
| Pos. | Name                 |
| ---- | -------------------- |
| 1    | Fabio Fognini        |
| 2    | Andreas Seppi        |
| 3    | Alessandro Giannessi |
| 4    | Marcos Baghdatis     |
| 5    | Steve Darcis         |
| 6    | Dušan Lojda          |
| 7    | Pere Riba-Madrid     |
| 8    | Gilles Müller        |
| 9    | Dominic Hejhal       |
| 10   | Dominik Aigner       |
| 11   | Kristof Vliegen      |
| 12   | Andreas Schwarz      |
| 13   | Felix Riedel         |
| 14   | Georg Lindinger      |

| Pos. | Name                    |
| ---- | ----------------------- |
| 1    | Daniel Muñoz de la Nava |
| 2    | Lamine Ouahab           |
| 3    | Frederico Gil           |
| 4    | Benjamin Becker         |
| 5    | Rainer Schüttler        |
| 6    | Marcelo Arévalo         |
| 7    | Lars Pörschke           |
| 8    | Martin Glöggler         |
| 9    | Carlos Berlocq          |
| 10   | Fabian Poth             |
| 11   | Tobias Kiessling        |
| 12   | Aljoscha Thron          |
| 13   | Daniel Jung             |
| 14   | Sebastian Hafner        |

| Pos. | Name                |
| ---- | ------------------- |
| 1    | Tommy Haas          |
| 2    | Johannes Ager       |
| 3    | Maximilian Wimmer   |
| 4    | Martin Wetzel       |
| 5    | Emanuel Fraitzl     |
| 6    | Luis Rattenhuber    |
| 7    | Marlon Dietrich     |
| 8    | Dominik Hansen      |
| 9    | Sven Weyen          |
| 10   | Ģirts Dzelde        |
| 11   | Jan Hansen          |
| 12   | Benedikt Nürnberger |
| 13   | Moritz Trüg         |
| 14   |                     |

| Pos. | Name                 |
| ---- | -------------------- |
| 1    | Maximilian Neuchrist |
| 2    | Vasile Antonescu     |
| 3    | Brendon Moore        |
| 4    | Hleb Maslau          |
| 5    | Steffen Neutert      |
| 6    | Tobias Gass          |
| 7    | Denis Gremelmayr     |
| 8    | Jochen Meyer         |
| 9    | Bernard Parun        |
| 10   | Tobias Barry         |
| 11   | Kai Schledorn        |
| 12   | Andreas Gremelmayr   |
| 13   | Simon Frank          |
| 14   | Philipp Martin       |

| Pos. | Name                |
| ---- | ------------------- |
| 1    | Aldin Šetkić        |
| 2    | Ludovic Walter      |
| 3    | Kristian Pless      |
| 4    | Richard Malobicky   |
| 5    | Benedikt Dorsch     |
| 6    | Lars Uebel          |
| 7    | Filip Fichtel       |
| 8    | Björn Krenzer       |
| 9    | Fabian Ziemer       |
| 10   | Philipp Piyamongkol |
| 11   | Stephan Fehske      |
| 12   | Christian Posch     |
| 13   | Fabian Schmid       |
| 14   | Frederik Doye       |

| Pos. | Name                  |
| ---- | --------------------- |
| 1    | Janez Semrajc         |
| 2    | Dominik Suc           |
| 3    | Stefan Bergman        |
| 4    | Andy Bianchi          |
| 5    | Dominik Adelhardt     |
| 6    | Fabio Risoli          |
| 7    | Thomas Hipp           |
| 8    | Stefan Hauser         |
| 9    | Corlin De Heer        |
| 10   | Tim de Heer           |
| 11   | Thomas Petrich        |
| 12   | Tobias Storz          |
| 13   | Henning Hipp          |
| 14   | Fabian Schifferdecker |

| Pos. | Name                |
| ---- | ------------------- |
| 1    | Konstantin Kravchuk |
| 2    | Sebastian Schulz    |
| 3    | Jonathan Stenberg   |
| 4    | Andres Angerjärv    |
| 5    | Johan Beigart       |
| 6    | Simon Weidl         |
| 7    | Nils Klemann        |
| 8    | Patrick Miltner     |
| 9    | Markus Schiller     |
| 10   | Jakub Dabrowski     |
| 11   | Guido Tröster       |
| 12   | Vedran Bahtijarevic |
| 13   | Florian van Kann    |
| 14   | Tim Eichner         |

### Ergebnisse
| Datum/Uhrzeit            | Heimmannschaft         | Gastmannschaft         | Matches | Sätze | Spiele |
| ------------------------ | ---------------------- | ---------------------- | ------- | ----- | ------ |
| Sa., 21. Mai 2022 13:00  | TC Großhesselohe       | BASF TC Ludwigshafen 1 | 08:01   | 16:04 | 100:60 |
| Sa., 21. Mai 2022 13:00  | TC Bad Homburg         | Eintracht Frankfurt    | 08:01   | 16:02 | 97:44  |
| Sa., 21. Mai 2022 13:00  | TC Pfarrkirchen        | MTTC Iphitos München   | 08:01   | 16:02 | 102:45 |
| Sa., 28. Mai 2022 13:00  | MTTC Iphitos München   | TC Bad Homburg         | 03:06   | 08:13 | 68:80  |
| Sa., 28. Mai 2022 13:00  | TC Pfarrkirchen        | TC Großhesselohe       | 08:01   | 16:03 | 99:45  |
| Sa., 28. Mai 2022 13:00  | TC BW Villingen 1      | BASF TC Ludwigshafen 1 | 03:06   | 09:13 | 91:99  |
| Sa., 4. Juni 2022 13:00  | BASF TC Ludwigshafen 1 | TC Pfarrkirchen        | 02:07   | 04:14 | 34:100 |
| Sa., 4. Juni 2022 13:00  | TC Großhesselohe       | Eintracht Frankfurt    | 08:01   | 16:03 | 100:44 |
| Sa., 4. Juni 2022 13:00  | MTTC Iphitos München   | TC BW Villingen 1      | 00:09   | 00:18 | 0,075  |
| Sa., 11. Juni 2022 13:00 | BASF TC Ludwigshafen 1 | TC Bad Homburg         | 03:06   | 07:13 | 73:88  |
| Sa., 11. Juni 2022 13:00 | Eintracht Frankfurt    | MTTC Iphitos München   | 03:06   | 07:12 | 72:85  |
| Sa., 11. Juni 2022 13:00 | TC BW Villingen 1      | TC Großhesselohe       | 03:06   | 08:13 | 71:93  |
| Sa., 25. Juni 2022 13:00 | TC Pfarrkirchen        | TC BW Villingen 1      | 08:01   | 16:02 | 103:22 |
| Sa., 25. Juni 2022 13:00 | Eintracht Frankfurt    | BASF TC Ludwigshafen 1 | 01:08   | 03:16 | 67:103 |
| Sa., 25. Juni 2022 13:00 | TC Großhesselohe       | TC Bad Homburg         | 03:06   | 08:13 | 71:92  |
| Sa., 2. Juli 2022 13:00  | TC Bad Homburg         | TC Pfarrkirchen        | 00:09   | 00:18 | 31:108 |
| Sa., 2. Juli 2022 13:00  | TC BW Villingen 1      | Eintracht Frankfurt    | 04:05   | 09:10 | 80:81  |
| Sa., 2. Juli 2022 13:00  | MTTC Iphitos München   | TC Großhesselohe       | 05:04   | 10:09 | 80:68  |
| Sa., 9. Juli 2022 13:00  | Eintracht Frankfurt    | TC Pfarrkirchen        | 01:08   | 02:16 | 56:102 |
| Sa., 9. Juli 2022 13:00  | TC Bad Homburg         | TC BW Villingen 1      | 09:00   | 18:00 | 108:21 |
| Sa., 9. Juli 2022 13:00  | BASF TC Ludwigshafen 1 | MTTC Iphitos München   | 06:03   | 13:08 | 86:86  |